# Hotel Royal
|  | For Hotel Royal i København, se Radisson Collection Hotel, Royal |
Hotel Royal er et 5-stjernet hotel beliggende på Store Torv i det centrale Aarhus.
Hotellet blev opført i nyklassicistisk stil i 1838 af gæstgiver Niels Larsen fra Odense. Tidligere lå Kongens Gaard på stedet; den blev sammenlagt med naboejendommen og dannede inspiration til hotellets navn. Allerede i 1881 udvides hotellet med en ekstra etage, ligesom facaden moderniseres i 1865 og 1868. Da Niels Larsen dør i 1850, overtages hotellet af hans søn, Frederik Larsen, der i 1873 sælger det videre til sin bror Carl Larsen og restauratør A. Vincent. Larsen bliver eneejer i 1876, men sælger i 1894 hotellet til sin brors søn, Viggo Frederik Sofus Larsen. Han driver det til 1897, hvor han sælger det til et selskab udenfor familiens eje. I 1902 opføres en ny bygning ud mod Store Torv og Bispetorv, der ersatatter halvdelen af hotellet. Bygningen tegnes af Eggert Achen og Thorkel Møller. Palmehaven – også kaldet Marmorsalen – opføres i 1913 og bliver stedet, hvor byens bedre borgerskab kommer efter en tur i Aarhus Teater. Nok en gennemgående renovering finder sted i 1938. I 1970'ernes økonomiske krise er hotellet lukningstruet, men der satses på nye aktiviteter i form af en biograf (Royal Cinema), et bøfhus og et diskotek, ingen af disse eksisterer dog i dag. Hotellet skifter ejer igen i 1983.
I 1984 bliver hotellet endnu engang renoveret. I den forbindelse opføres hotellets vinterhave, Queens Garden og biografen bliver udbygget fra 2 til hele 5 sale. Det tidligere Queens Garden fungerer i dag som restaurant. I 1990 åbnedes Casino Royal i den tidligere marmorsal i kælderen. Biografen eksisterede helt frem til 1991 hvor den lukkede og et nyt indgangsparti blev etableret.